# Tom Schwoll

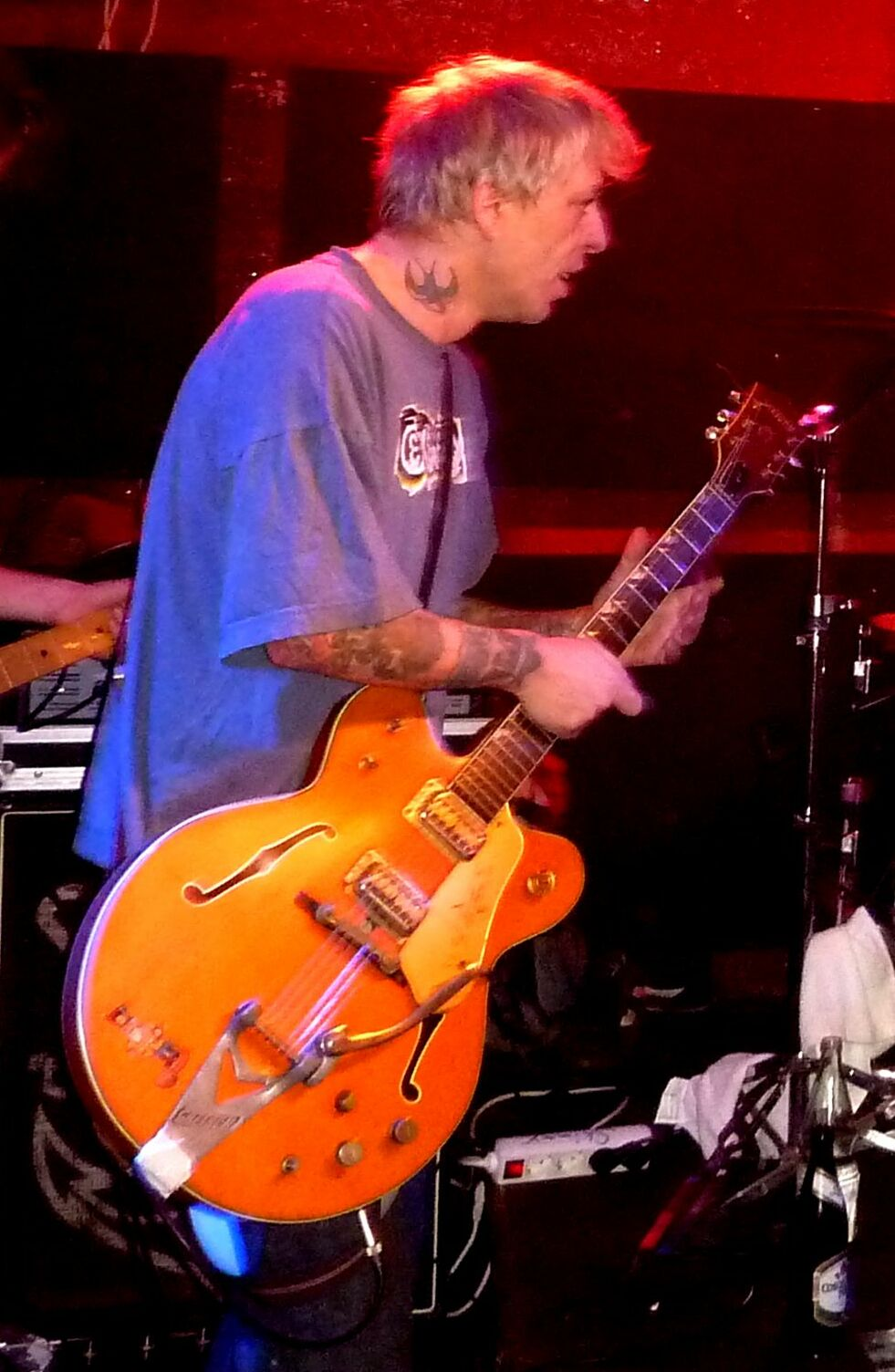
Tom Schwoll 2012

Tom Schwoll (* 1966 in Berlin) ist ein deutscher Musiker und Songwriter. Er war von 1998 bis 2022 Gitarrist bei der Punkrockband „Die Skeptiker“.
Seine Kindheit verbrachte er in Aachen, wo er 1979 in der Schülerband „Prostatakids“ spielte. Nach seinem Umzug 1980 nach Berlin brach er die Schule ab und war als Gitarrist für diverse Punkbands aktiv, u. a. für Zerstörte Jugend und Manson Youth. Des Weiteren arbeitete er als Studiogitarrist u. a. für Vorkriegsjugend oder Inferno. 1987 war er Gründungsmitglied der Hardcore/Crossoverband „Jingo de Lunch“, die er 1994 verließ, um sich kurze Zeit später der Hagener NDW-Gruppe „Extrabreit“ anzuschließen. Ab 1997 spielte er Gitarre bei  der Berliner Band „Die Skeptiker“. 2000 gründete er mit diversen Kreuzberger Musikern das ausschließlich in Berlin operierende Projekt „Kumpelbasis“. Ab 2006 arbeitete er verstärkt als Produzent/Tontechniker bei verschiedenen Produktionen mit. Seit 2009 betreibt er zusammen mit Ronny Neie das im ehemaligen Funkhaus Nalepastraße ansässige Tonstudio „Schaltraum“. Am 25. Januar 2022 verkündete die Band „Die Skeptiker“ auf ihrer Homepage, dass sie und Tom Schwoll getrennte Wege gehen.